# 博利兽属
博利兽属（学名：Boritia）为鬣齿兽目的一个属。

## 下属物种
本属包括以下物种：
- 杜氏博利兽 Boritia duffaudi Solé et al., 2014